# The Final Girl(s)
«The Final Girl(s)» es el decimotercer y último episodio de la primera temporada de la serie de televisión satírica de slasher y humor negro estadounidense Scream Queens. Se estrenó el 8 de diciembre de 2015 en Fox junto con el episodio anterior, «Dorkus», como el final de la temporada de dos horas.Fue dirigido por Brad Falchuk y escrito por Falchuk, Ryan Murphy e Ian Brennan. El episodio se centra en el último asesino del «Diablo Rojo» que queda, y en cómo la revelación afecta a los destinos de los personajes.
El episodio fue visto por 2,53 millones de espectadores y recibió críticas mixtas y positivas de los críticos, aunque la identidad del asesino fue muy criticada.

## Argumento

### Enero de 2016
Un mes después de los asesinatos del Diablo Rojo, Kappa Kappa Tau ha sido reconstruida para centrarse en el feminismo y la aceptación de diferentes mujeres. La casa ahora está dirigida por Zayday, Grace y Hester. Hester narra los acontecimientos recientes. Ella era el segundo Diablo Rojo y el otro bebé de la bañera. Después del suicidio de Amy por sobredosis de drogas, la inconsolable hermana de Amy, Gigi, fue cometida y crio a Hester y Boone en el Asilo Palmer. Planeando vengarse de Kappa, Gigi les enseñó a ser asesinos en serie. Hester robó el collarín de una paciente de asilo y falsificó sus registros de la escuela secundaria para asistir a Wallace discretamente. Ella, Gigi y Boone asesinaron a la mascota del Diablo Rojo por su disfraz. Hester y Boone pusieron ácido clorhídrico en el tanque de Melanie Dorkus, y Hester activó la freidora para matar a la Sra. Bean. Hester está feliz de tener a su padre biológico Wes y a su media hermana Grace en su vida, a pesar de que solo Hester sabe de su conexión. Ella encarnó a los Chanels por los asesinatos.

### Diciembre de 2015
El mes anterior, los médicos se quitaron fácilmente el zapato del ojo de Hester, ya que ella misma lo insertó para minimizar las lesiones. Grace y Zayday sospechan de ella, pero ella afirma haber falsificado sus registros debido a la vergüenza de haber sido educada en casa. Presenta a actores que afirman ser los padres biológicos que la criaron, lo que le hace imposible ser el bebé de la bañera. Ella acusa a los tres Chanel de ser los asesinos. Los padres de Chanel #5 llegan y afirman que Gigi se la dio para criarla; no les gusta tanto que aceptaron con entusiasmo la sugerencia de Hester de reenegar de ella. Hester presenta evidencia real de que Chanel #3 se correspondió con su padre biológico, Charles Manson, quien le aconsejó que asesinara a sus amigos, así como pruebas falsas de que #3 tiene una personalidad dividida que se convirtió en cómplice de #5. Finalmente, Hester afirma que Chanel Oberlin se unió al complot para purgar a Kappa de promesas indeseables. Un Hester disfrazado aparece en imágenes de seguridad que supuestamente muestran a Chanel comprando armas asesinas. Denise y estríperes masculinos entiudos arrestan a los Chanels.

### Mayo de 2016
Al final del semestre de primavera, los personajes han seguido adelante con sus vidas. Chad y Denise salen, pero Denise rompe el corazón de Chad al dejarlo para llevar a cabo el entrenamiento del FBI en Quantico. Chad comienza una organización benéfica que conmemora a los difuntos Dickie Dollar Scholars. Dean Munsch se convierte en una autora superventas y una sensación mediática con su libro escrito como un fantasma, «New New Feminism». Ella se enfrenta a Hester por su verdadera identidad y su papel en los asesinatos, pero Hester obliga a un punto muerto con su conocimiento de que Munsch ocultó la muerte de Sophia Doyle y asesinó a su propio exmarido. Wes acepta darle espacio a Grace y se va de vacaciones con Munsch. Los Chanel son condenados a un asilo mental, donde todos encuentran satisfacción; Sadie (#3) abraza su lesbianismo saliendo con una enfermera, una Libby medicada (#5) es tolerable y se convierte en la mejor amiga de Chanel, y Chanel es más feliz lejos de la influencia de las redes sociales y los niños. Chanel es votada «presidenta de la casa», pero una noche se despierta en la cama y grita al ver al Diablo Rojo sosteniendo un cuchillo encima de ella.

## Producción
FOX ordenó originalmente 15 episodios para la primera temporada de la serie.Más tarde lo cambiaron a 13 episodios, probablemente como resultado de calificaciones más bajas de lo esperado. Antes del estreno de la serie, Murphy de que solo 4 del elenco principal sobrevivirían.Al final de la temporada, solo murieron unos tres personajes principales, y el resto sobrevivieron.

## Recepción

### Audiencia
«The Final Girl(s)», junto con el episodio anterior «Dorkus» como el final especial de la temporada de dos horas, fue visto por un total de 2,53 millones de espectadores estadounidenses y obtuvo una calificación/participación de 0,9/3 en el grupo demográfico de adultos de 18 a 49 años.

### Recepción de las críticas
El final de dos horas recibió críticas mixtas de críticos y del público por igual, con críticas dirigidas principalmente a la revelación del asesino final del «Diablo Rojo». The A.V. Club de LaToya Ferguson calificó el episodio junto con «Dorkus» y le dio una calificación C, criticándolo por sacar la revelación y por centrarse demasiado en los personajes menos interesantes.